# Ela Peroci
Ela Peroci (r. Gabrijela Hrga), slovenska pedagoginja, pisateljica in novinarka, * 11. februar 1922, Rogaška Slatina, † 18. november 2001, Ljubljana.
Ne pišem za otroke, pišem otrokom in tako se z njimi pogovarjam.— —Ela Peroci, najdeno v: Šolski album slovenskih književnikov,MK 2007, stran 114

## Življenje
Ela Peroci je osnovne šole obiskovala v Šmarju pri Jelšah, Rogatcu in Šentvidu pri Grobelnem. Gimnazijo in meščansko šolo je obiskovala v Celju in Kočevju.
Ko je učitelj napisal na šolsko tablo naslov spisa, ki naj bi ga napisali v šoli ali doma, se je v meni utrnil trenutek pravljičnosti.— —besede Perocijeve o njenem prvem srečanju s svetom pravljic, izvirajo iz šolskih klopi. knjiga: Ela Peroci, Povestice Tik Tak.
Študij je zaključila na Državnem učiteljišču v Ljubljani, leta 1942, sredi druge svetovne vojne.
S poučevanjem na osnovnih šolah je začela leta 1945, kot novinarka je delovala od leta 1948 pri mladinskih revijah Pionir (Gea), Ciciban in Mladi svet (Otrok in družina). Diplomirala je na Filozofski fakulteti, oddelek pedagogika, leta 1954. Zaposlila se je na RTV Slovenija kot sodelavka pri mladinskem izobraževalnem programu na radiu Slovenija in bila urednica oddaje Radijska šola od leta 1962 do upokojitve leta 1978.
Po upokojitvi se je posvetila pisanju in napisala številne kratke sodobne pravljice za mlade naslovnike.

## Delo
Njena prva kratka objavljena pravljica je bila Moj dežnik je lahko balon, ki so ji kmalu sledile še druge: Hišica iz kock, Majhno kot mezinec, Muca Copatarica, Na oni strani srebrne črte, Ptičke so odletele, Siva miš ti loviš!, Za lahko noč, idr. Ela Peroci je snov za svoj literarni opus črpala iz lastnih zapiskov, ki jih je pisala v obdobju študentskih let. Največji vpliv pri pisanju pa je pri njej imelo materinstvo. Glavni junakinji njenih zgodb sta hčerki Jelka, ki nastopa tudi v pravljici Hišica iz kock, in Anka, ter sosedovi otroci. V novejših zgodbah, pa so junaki tudi njeni vnuki.
Slovensko mladinsko književnost je motivno in oblikovno ustvarjala štirideset let. Snov za svoja dela je pisateljica zajemala iz doživljajskega sveta sodobnega mestnega otroka, problematizirala je položaj otroka v družini in opisovala njegove stiske. V zgodbah se pogosto pojavljajo otroci, ki živijo in rešujejo tudi bolj zapletene probleme sami, brez pomoči odraslih. V njenih kratkih sodobnih pravljicah se pojavljajo pogovori z otroki, ki so živeli svoje otroštvo tako v sreči kot v žalosti, pa teh občutkov velikokrat niso imeli s kom deliti. Oblikovala je tip sodobne mestne pravljice. Njena kratka proza je preusmerila slovensko pravljično-fantastično pripovedno prozo za mladino. Perocijeva je sredi petdesetih let uveljavila vzorec kratke zgodbe, v kateri se prepletata resničnost in fantastika (s to fantastiko ustvarja pravljično vzdušje).
Njena dela so prevedena v več svetovnih jezikov (češki, finski, francoski, italijanski, madžarski, nemški, poljski, slovaški in drugi).
Njene pripovedi so izhajale posamično v obliki slikanic in v zbirkah.
Njene slikanice so ilustrirali reprezentativni slovenski ilustratorji: Milan Bizovičar, Ančka Gošnik Godec, Marjanca Jemec Božič, Leo Koporc, Milovan Krajnc, Tomaž Kržišnik, Anka Luger Peroci, Lidija Osterc, Jelka Reichman, Maksim Sedej, Marlenka Stupica, Marija Vogelnik in Melita Vovk Štih. Prevladujejo ilustracije Ančke Gošnik Godec (Muca Copatarica) in Marlenke Stupica (Moj dežnik je lahko balon).

## Muca Copatarica
Najbolj znana in priljubljena med njenimi pravljicami je Muca Copatarica, ki je z ilustracijami Ančke Gošnik Godec prvič izšla leta 1957, do leta 2007 je to delo izšlo v petnajstih ponatisih. Doma in na tujem je bila večkrat uprizorjena kot lutkovna igrica.
Muco Copatarico je Jelka izsilila. Ko sva v vozičku vozili na sprehod mlajšo sestrico, se je Jelka nekega dne uprla in sestrice ni hotela več voziti. Sedla je na cesto in ni hotela naprej. Čez čas pa se je odločila. Šla bom, če mi boš kaj lepega povedala. Začela sem pripovedovati o muci.— —Ela Peroci, najdeno v: Šolski album slovenskih književnikov,MK 2007, stran 115

### Slikanice
- Moj dežnik je lahko balon, Mladinska knjiga, Ljubljana, 1955 (COBISS)
- Tisočkratlepa, Mladinska knjiga, Ljubljana, 1956 (COBISS)
- Majhno kot mezinec, Mladinska knjiga, Ljubljana, 1957 (COBISS)
- Muca Copatarica, Mladinska knjiga, Ljubljana, 1957 (COBISS)
- Kje so stezice?, Mladinska knjiga, Ljubljana, 1960 (COBISS)
- Zato, ker je na nebu oblak, Državna založba Slovenije, Ljubljana, 1963 (COBISS)
- Hišica iz kock, Mladinska knjiga, Ljubljana, 1964 (COBISS)
- Kozliček Goliček, Mladinska knjiga, Ljubljana, 1964 (COBISS)
- Bomo šli s sanmi po snegu in spustili se po bregu, Mladinska knjiga, Ljubljana, 1965 (COBISS)
- Vozimo, vozimo vlak, Mladinska knjiga, Ljubljana, 1965 (COBISS)
- Čebelice, Mladinska knjiga, Ljubljana, 1966 (COBISS)
- Klobuček, petelin in roža, Mladinska knjiga, Ljubljana, 1968 (COBISS)
- Pravljice žive v velikem starem mestu, Mladinska knjiga, Ljubljana, 1969 (COBISS)
- Stara hiša št. 3, Mladinska knjiga, Ljubljana, 1973 (COBISS)
- Lalala, Mladinska knjiga, Ljubljana, 1975 (COBISS)
- Modri zajec, Mladinska knjiga, Ljubljana, 1975 (COBISS)
- Nina v čudežni deželi, Borec, Ljubljana, 1985 (COBISS)
- Telefon, Borec, Ljubljana, 1987 (COBISS)
- Amalija in Amalija, Mohorjeva založba, Ljubljana, 1998 (COBISS)

### Pravljice
- Tacek, Mladinska knjiga, Ljubljana, 1959 (COBISS)
- Za lahko noč, Mladinska knjiga, Ljubljana (COBISS)
- Očala tete Bajavaje, Mladinska knjiga, Ljubljana, 1969 (COBISS)
- Stolp iz voščilnic, Mladinska knjiga, Ljubljana, 1977 (COBISS)
- Siva miš, ti loviš, Mladinska knjiga, Ljubljana, 1983 (COBISS)
- Mož z dežnikom, Mladinska knjiga, Ljubljana, 1989 (COBISS)
- Prisedite k moji mizici, Mladinska knjiga, Ljubljana, 1990 (COBISS)
- Povestice Tik-Tak, Mladinska knjiga, Ljubljana, 1998 (COBISS)

### Poezija
- Rišem dan, Obzorja, Maribor, 1966 (COBISS)
- Ko živim, Obzorja, Maribor, 1975 (COBISS)

### Proza
- Breskve, Mladinska knjiga, Ljubljana, 1959 (COBISS)
- Po šoli me počakaj, Državna založba Slovenije, Ljubljana, 1966 (COBISS)
- Reci sonce, reci luna, Mladinska knjiga, Ljubljana, 1979 (COBISS)
- Fantek in punčka, Mladinska knjiga, Ljubljana, 1996 (COBISS)

### Scenarij
- Dve in dve je štiri, RTV Ljubljana, 1970 (COBISS)
- Rožni pogovori, RTV Ljubljana, 1971 (COBISS)

### Radijska igra
- Za praznik, RTV Ljubljana, 1972 (COBISS)
- Ankine risbe, del 1, RTV Ljubljana, 1979 (COBISS)

## Nagrade
- Levstikova nagrada - 1955 (za zgodbo Moj dežnik je lahko balon), 1956 (za pravljice Tisočkrat lepa)
- Častna lista Mednarodne zveze za mladinsko književnost (IBBY) - 1958, 1966, 1970
- Nagrada Prešernovega sklada - 1971 (za knjigo Na oni strani srebrne črte)
- Nagrada na TV festivalu Bled - 1974
- Plaketa Zlata knjiga - 1973, 1975, 1981
- Listina Zmajevih otroških iger Novi Sad - 1983